# Aravna
Aravna (în ebraică אֲרַוְנָה, Ǎrawnāh) a fost un ievusit menționat la sfârșitul cărții a doua a Regilor din Vechiul Testament care avea o podea de treierat pe Muntele Templului pe care David a cumpărat-o pentru a construi un templu dedicat lui Dumnezeu deasupra ei.